# Carl Theodor Clorius
Carl Theodor Clorius, in den USA auch Charles T. Clorius (* 23. März 1900 in Diller, Jefferson County, Nebraska; † April 1987 in Gowanda, Erie County, New York), war ein deutsch-amerikanischer Jurist.

## Leben
Carl Theodor Clorius war Sohn des Pastors Otto Clorius (* 1869 in Parchim, † 1943 in Neubrandenburg), der von 1896 bis 1903 als Pastor in Diller in den USA tätig war. Er wuchs ab 1908 in Neubrandenburg auf, besuchte hier das Gymnasium und machte 1920 eine Ausbildung zum Bankkaufmann in Berlin. Bis 1922 war er als Bankbeamter in Berlin und Neubrandenburg tätig. Er studierte dann Rechtswissenschaften an den Universitäten Heidelberg und Berlin und ab Mai 1928 an der Universität Rostock. 1930 bestand er sein Erstes Juristisches Examen und wurde Gerichtsreferendar an Gerichten in Neubrandenburg, Burg Stargard, Neustrelitz und Rostock. Schon zum 1. Januar 1931 trat er in die NSDAP ein (Mitgliedsnummer 425.263). 1932 wurde er in Rostock mit einer Dissertation über Aufwendungen zur Erfüllung zum Dr. jur. promoviert. Nach seinem Zweiten Examen 1934 war er als Assessor am Amtsgericht Wittenburg und Amtsgericht Neubrandenburg tätig sowie als Rechtsberater der Deutschen Arbeitsfront für Unternehmer in Neustettin. 
Zum 1. Juli 1935 wechselte er in den Dienst der Evangelisch-Lutherischen Landeskirche Mecklenburgs und wurde als Nachfolger von Christian von Hammerstein juristischer Konsistorialrat im seit 1933 von den Deutschen Christen dominierten Oberkirchenrat in Schwerin. 1936 wurde er zum Oberkonsistorialrat befördert und 1940 als Oberkirchenrat Mitglied des Kollegiums. Er war Vorstandsmitglied im Landesverein für Innere Mission Mecklenburg.
Nach dem Ende des Zweiten Weltkriegs blieb er zunächst im Amt und bewog am 27. Juni 1945 gemeinsam mit Karl Kleinschmidt den von der englischen Besatzungsmacht inhaftierten Landesbischof Walther Schultz zur Amtsniederlegung; danach wurde er am 29. Juni auf eigenen Antrag in den Ruhestand versetzt. Durch Geburt US-amerikanischer Staatsbürger, wanderte er 1948 in die USA aus, wie schon im Jahr zuvor seine Schwester Gertrude Clorius Schwebell (1901–1979). 1949 wurde er durch die Entscheidung einer kirchlichen Spruchkammer aus dem kirchlichen Dienst entlassen. 
Er war verheiratet mit der Ärztin Charlotte, geb. Tessenow (1905–1978), der älteren Tochter von Heinrich Tessenow. Sie war ab 1953 im Gowanda State Hospital tätig.
Seine dienstlichen Handakten werden im Landeskirchlichen Archiv in Schwerin verwahrt.